# Guillaume-Thomas François Raynal

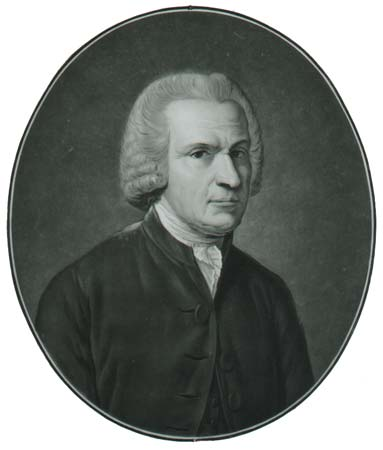
Guillaume Raynal

Guillaume-Thomas François Raynal (Lapanouse, 12 april 1713 – Parijs, 6 maart 1796) was een Frans schrijver, denker en priester tijdens de Verlichting. Zijn abolitionistische stellingname veroorzaakte veel ophef.

## Leven
Raynal begon zijn loopbaan als leraar in jezuïetencolleges. In 1743 werd hij tot priester gewijd. Hij was verbonden aan de Parijse parochie Saint-Sulpice, maar diende daar al enkele jaren later in onduidelijke omstandigheden te vertrekken. Na de publicatie van een aantal populair-historische werken kreeg hij toegang tot de salons van madame Geoffrin, mademoiselle de Lespinasse, madame Helvétius en baron d'Holbach. Tussen 1750 en 1754 had hij de leiding over het blad Mercure de France.
De meeste bekendheid verwierf hij met L'Histoire philosophique et politique des établissements et du commerce des Européens dans les deux Indes (Amsterdam, 6 delen, 1770). Aan het werk hebben meerdere auteurs bijgedragen, waaronder voornamelijk Denis Diderot en Alexandre Deleyre, maar ook Pechméja, baron d'Holbach, Jacques Paulze en abbé Martin. Het boek onderzoekt de koloniale gebieden en leidt er theoretische beschouwingen uit af over de toekomst van Europa. Onderwerpen als handel, religie en slavernij worden behandeld vanuit een radicaal-kritisch verlichtingsperspectief.
Het werk werd onmiddellijk heftig bediscussieerd en had begin jaren 1790 niet minder dan 50 Franse edities beleefd, waaronder vermeerderde uitgaven in 1774 (Den Haag, 7 delen) en 1780 (Genève, 10 delen). Ook in het Engels vond het grote weerklank met meer dan 20 publicaties. In het Nederlands verscheen het tussen 1775 en 1783 als Wijsgerige en staatkundige geschiedenis van de bezittingen en den koophandel der Europeanen in de beide Indiën (Amsterdam, 10 delen). Een eendelige samenvatting, Tafreel van de bezittingen en den koophandel der Europeaanen (1784), toegeschreven aan Pieter van Woensel, volgt de volledige tekst zeer nauwkeurig.
De oude Voltaire beschreef het boek in een brief aan Condorcet als "du réchauffé avec de la déclamation" (opgewarmde kost, plechtstatig gebracht). Niettemin vormde het een vernietigende aanval op de gezagsstructuren van het ancien régime.
In 1772 werd het boek veroordeeld door de Franse autoriteiten en in 1775 werd de nieuwe editie op de index geplaatst. Na het verschijnen in 1780 van een nog radicalere uitgave te Genève, waarin Raynals naam voor het eerst prominent op het titelblad verscheen, lieten de autoriteiten het boek publiek verbranden en beval het Parlement van Parijs de aanhouding van de auteur.
Raynal vluchtte naar Spa in het prinsbisdom Luik, waar hij keizer Jozef II sprak. Vervolgens trok hij naar de stad Luik zelf, waar hij gastvrij ontvangen werd door prins-bisschop Velbrück, en naar Brussel in de Oostenrijkse Nederlanden, waar hij tot maart 1782 onderdak vond. Vandaar ging het verder naar Pruisen en Zwitserland. Volgens sommige bronnen zou Raynal nog verder gereisd zijn naar het hof van Katharina de Grote in Sint-Petersburg, maar dit is onwaarschijnlijk.
In 1784 kreeg hij toelating om terug te keren naar Frankrijk, mits hij wegbleef uit Parijs. Na de Franse Revolutie hief de nieuwe Assemblée Nationale deze restrictie op (15 augustus 1790). Dit weerhield Raynal er niet van om nauwelijks een jaar later in een brief aan diezelfde vergadering de excessen van de revolutie aan de kaak te stellen.

## Werk

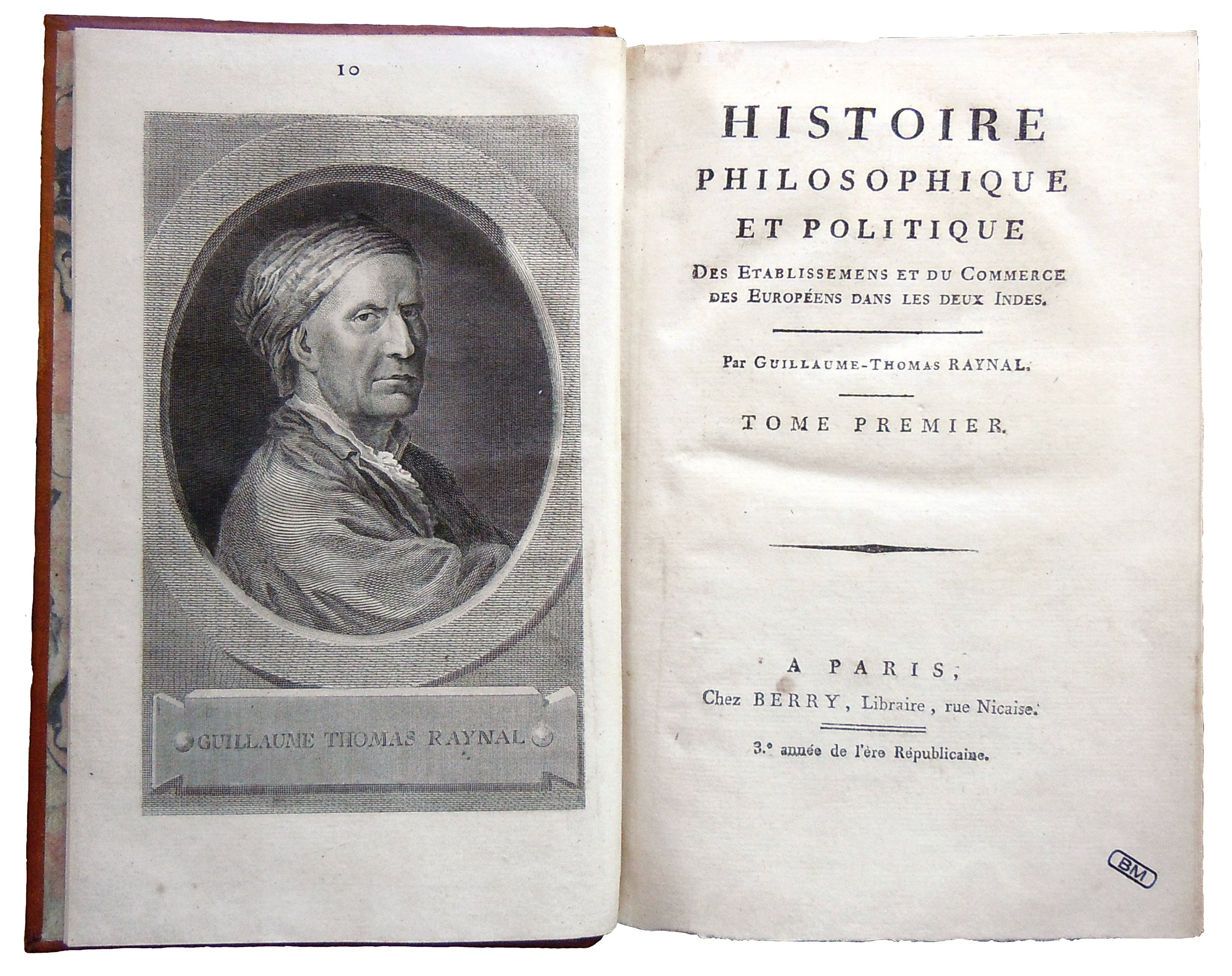
Histoire philosophique, 1794.

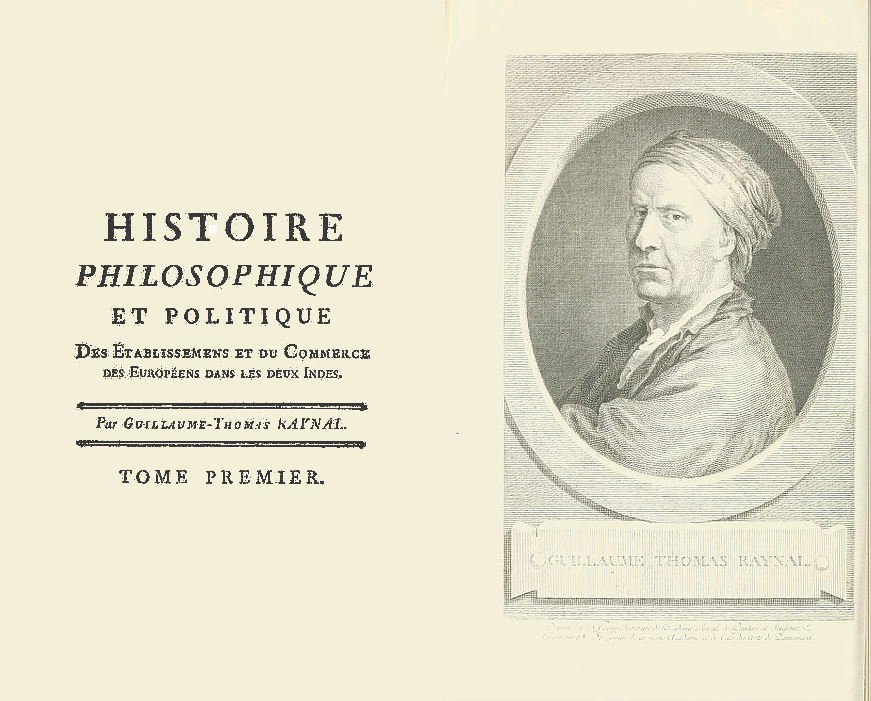
Raynal prominent aanwezig in de Geneefse uitgave van de Histoire des deux Indes (1780)

- Histoire du Stadhoudérat depuis son origine jusqu'à présent (1747). Vertaald als: Historie van het stadhouderschap, sedert deszelver opkomst tot den tegenwoordigen tyt, en alles wat het doorlugtig huys in tussen is wedervaaren ....[a] Door den abt Raynal. Maar nu van alle zyn misslagen in de Fransen druk gezuyvert en in 't Duyts vertaalt door H. v. E. [= Henrik van Elvervelt]. Te Rotterdam, by R. Arrenberg en D. Visch, 1749.
- Histoire du Parlement d’Angleterre (1748)
- Mémorial de Paris (1749)
- Anecdotes littéraires, ou Histoire de ce qui est arrivé de plus singulier & et de plus intéressant aux écrivains françois, depuis le renouvellement des lettres sous François Ier jusqu’à nos jours (1750; 1756)
- Anecdotes historiques, militaires et politiques de l’Europe depuis l’élévation de Charles-Quint au thrône de l’Empire, jusqu’au traité d’Aix-la-Chapelle en 1748 (1753)
- École militaire (1762)
- Histoire du divorce de Henry VIII (1763)
- Histoire philosophique et politique des établissemens & du commerce des européens dans les deux Indes (1770; 1774; 1780; 1820). Vertaald als: Wysgeerige en staatkundige geschiedenis van de bezittingen en den koophandel der Europeanen in de beide Indiën.[b][c][d][e][f][g][h][i][j][k] 10 delen, 1775-1783; Tafreel van de bezittingen en den koophandel der Europeanen in de beide Indiën. Getrokken uit de Wijsgerige en staatkundige geschiedenis.[l] Amst., M. Schalekamp, 1784
- Épices et produits coloniaux (1770)
- Atlas de l’Histoire des deux Indes (1772)
- Atlas portatif de l'histoire philosophique et politique (1773)
- Tableau de l’Europe (supplement aan de Histoire des deux Indes) (1774)
- Suppléments à l’Histoire des deux Indes (1780)
- Révolution de l’Amérique (1781): uittreksel uit de Histoire des deux Indes. Vertaald als: Staatsomwenteling van Amerika.[m] Te Amsterdam, by Willem Holtrop, 1781
- Précis de l’Histoire philosophique (1782)
- Réponse à la Censure de la Faculté de Théologie (1782)
- Considérations sur la paix en 1783 (1783). Vertaald als: Bedenkingen over den vreede des jaars 1783.[n]1783.
- Bylage tot de Vaderlandsche Historie door J. Wagenaar. Kunnende mede dienen tot een bijvoegzel op de Historie van het stadhouderschap.[o] Te Parys, Jean Hardy, 1784. Vert.: Joan Derk van der Capellen tot den Pol.
- Histoire philosophique et politique des isles françoises (1784)
- Aanhangsel op de Bylage tot de Vaderlandsche historie door I. Wagenaar kunnende mede dienen tot een bijvoegzel op de Historie van het stathouderschap.[p] Te Parijs : ter drukkerij van Jean Hardij, 1785.
- Essai sur l’administration de St Domingue (1785)
- Maximes des trois auteurs philosophes (1787)
- Tableau général du commerce de l’Europe (1787)
- Éloge d’Eliza Draper (toegeschreven aan Diderot, 1787)
- Lettre à S. M. Louis XVI (1789)
- Lettre à l’Assemblée nationale, 31 mai 1791 (1791)
- Atlas, tot ophelderinge der wysgeerige en staatkundige geschiedenis van de bezittingen en den koophandel der Europeaanen in de beide Indien.[q] Te Amsterdam, by M. Schalekamp, 1792.

## Gedigitaliseerde versies van Raynals werken in het Nederlands
1. ↑  Historie van het stadhouderschap, sedert deszelver opkomst tot den tegenwoordigen tyt, en alles wat het doorlugtig huys in tussen is wedervaaren op Google Books. Gearchiveerd op 17 juli 2023.
2. ↑  Wysgeerige en staatkundige geschiedenis van de bezittingen en den koophandel der Europeanen in de beide Indiën. Eerste deel, 1775 op Google Books. Gearchiveerd op 17 juli 2023.
3. ↑  Wysgeerige en staatkundige geschiedenis van de bezittingen en den koophandel der Europeanen in de beide Indiën. Tweede deel, 1776 op Google Books. Gearchiveerd op 17 juli 2023.
4. ↑  Wysgeerige en staatkundige geschiedenis van de bezittingen en den koophandel der Europeanen in de beide Indiën. Derde deel, 1776 op Google Books
5. ↑  Wysgeerige en staatkundige geschiedenis van de bezittingen en den koophandel der Europeanen in de beide Indiën. Vierde deel, 1776 op Google Books
6. ↑  Wysgeerige en staatkundige geschiedenis van de bezittingen en den koophandel der Europeanen in de beide Indiën. Vyfde deel, 1777 op Google Books
7. ↑  Wysgeerige en staatkundige geschiedenis van de bezittingen en den koophandel der Europeanen in de beide Indiën. Zesde deel, 1777 op Google Books
8. ↑  Wysgeerige en staatkundige geschiedenis van de bezittingen en den koophandel der Europeanen in de beide Indiën. Zevende deel, 1778 op Google Books. Gearchiveerd op 17 juli 2023.
9. ↑  Wysgeerige en staatkundige geschiedenis van de bezittingen en den koophandel der Europeanen in de beide Indiën. Achtste deel, 1782 op Google Books. Gearchiveerd op 17 juli 2023.
10. ↑  Wysgeerige en staatkundige geschiedenis van de bezittingen en den koophandel der Europeanen in de beide Indiën. Negende deel, 1782 op Google Books
11. ↑  Wysgeerige en staatkundige geschiedenis van de bezittingen en den koophandel der Europeanen in de beide Indiën. Tiende deel, 1783 op Google Books
12. ↑  Tafreel van de bezittingen en den koophandel der Europeanen in de beide Indiën. Getrokken uit de Wijsgerige en staatkundige geschiedenis op Google Books
13. ↑  Staatsomwenteling van Amerika op Google Books
14. ↑  Bedenkingen over den vreede des jaars 1783 op Google Books. Gearchiveerd op 17 juli 2023.
15. ↑  Bylage tot de Vaderlandsche Historie door J. Wagenaar. Kunnende mede dienen tot een bijvoegzel op de Historie van het stadhouderschap op Google Books. Gearchiveerd op 17 juli 2023.
16. ↑  Aanhangsel op de Bylage tot de Vaderlandsche historie door I. Wagenaar kunnende mede dienen tot een bijvoegzel op de Historie van het stathouderschap op Google Books
17. ↑  Atlas, tot ophelderinge der wysgeerige en staatkundige geschiedenis van de bezittingen en den koophandel der Europeaanen in de beide Indien op Google Books

- Bibsys: 90652405
- Biblioteca Nacional de España: XX1094106
- Bibliothèque nationale de France: cb119212827 (data)
- Catàleg d'autoritats de noms i títols de Catalunya: 981058521724406706
- CiNii: DA02993149
- Gemeinsame Normdatei: 118969420
- Historisch woordenboek van Zwitserland: 045809
- International Standard Name Identifier: 0000 0001 1030 8074
- Library of Congress Control Number: n82028328
- Nationale Bibliotheek van Letland: 000281119
- Bibliotheek van het Japanse parlement: 01182982
- Nationale Bibliotheek van Tsjechië: ola2006345357
- Nationale bibliotheek van Australië: 36543425
- Nationale Bibliotheek van Israël: 987007275518205171
- Nederlandse Thesaurus van Auteursnamen: 069477205
- RKD-Nederlands Instituut voor Kunstgeschiedenis: 351294
- Istituto Centrale per il Catalogo Unico: IEIV002094
- LIBRIS: 276015
- SNAC: w6vv1cnn
- Système universitaire de documentation: 027091430
- Trove: 1283071
- Virtual International Authority File: 89354395
- WorldCat: E39PBJkMPM6tRHkVCkBkdqt9Xd